# Nick Laird
Nicholas (Nick) Laird (ur. 1975 w Cookstown, hrabstwo Tyrone w Irlandii Północnej) – brytyjski pisarz i poeta.

## Życiorys
Laird studiował anglistykę w Sidney Sussex College na Uniwersytecie Cambridge. Przez sześć lat pracował w jednej z największych na świecie kancelarii prawnych Allen & Overy w Londynie, zanim odszedł z niej, aby skoncentrować się na twórczości literackiej. W 2004 ożenił się z pisarką Zadie Smith, którą poznał w Cambridge.
Eseje, recenzje i wiersze Lairda były publikowane w wielu czasopismach w Wielkiej Brytanii i Stanach Zjednoczonych, m.in. The London Review of Books, The Times Literary Supplement, The Guardian, The Times, The Daily Telegraph, The Believer, New Writing 11 i New Writing 13.
Po wydaniu debiutanckiego tomu wierszy To a Fault w 2005 roku otrzymał nagrodę Rooney Prize for Irish Literature.

## Twórczość
- 2005 To a Fault (zbiór wierszy; nagrody Jerwood Aldeburgh Prize 2005, Ireland Chair for Poetry Award 2005 i Rupert and Eithne Strong Award 2006)
- 2005 Utterly Monkey (powieść; nagroda Betty Trask Award za najlepszy debiut powieściowy w 2005)
- 2007 On Purpose (zbiór wierszy; nagroda Somerset Maugham Award za rok 2008)